# مجله مالکیت معنوی اروپا
مجله مالکیت معنوی اروپا (EIPR) یک بررسی قانونی ماهانه است که از سال ۱۹۷۸ توسط سویت و ماکسول (اکنون بخشی از تامسون رویترز منتشر شده‌است، که شامل حقوق بین‌المللی مالکیت فکری است. سردبیر عمومی آن از بدو تأسیس ۱۹۷۸ تاکنون هیو برت بوده‌است.
اولین شماره‌های EIPR، برای اکتبر تا دسامبر ۱۹۷۸، شماره گذاری نشده‌است. جلد ۱ با ژانویه ۱۹۷۹ آغاز می‌شود. ناشر اولیه آن ESC Publishing. بود، متعاقباً توسط سویت و ماکسول. که بعداً تامسون رویترز آن را بدست آورد.